# プロトン化
プロトン化 (プロトンか、英: protonation) とは、原子、分子、イオンにプロトン (H+) を付加することである。プロトン化は、脱プロトン化の逆反応である。
プロトン化は最も基礎的な化学反応の1つで、多くの化学量論過程や触媒過程の1段階となっている。イオンや分子の中には、複数のプロトン化が起こって多価塩基になるものもある。これは、多くの生体高分子についても当てはまる。
基質にプロトン化が起こると、質量や電荷はそれぞれ1単位増加する。分子やイオンのプロトン化や脱プロトン化は、電荷や質量の他にも、疎水性、還元電位、光学活性等、様々な化学的性質を変化させる。またプロトン化はエレクトロスプレーイオン化 (ESI) 質量分析等の化学分析を行う際にも必須である。
ほとんどの酸塩基反応では、プロトン化や脱プロトン化が起こる。ブレンステッド-ローリーの酸塩基理論では、他の物質をプロトン化する物質を酸、他の物質からプロトン化される物質を塩基と定義している。

## プロトン付加の速度
水中ではプロトンは高速で移動できるため、プロトン化の速度は一般的には速い。プロトン化の速度は、基質の酸性度に依存する。弱酸は強酸よりもゆっくりと脱プロトン化される。プロトン化が大きな構造変化を引き起こす時には、プロトン化や脱プロトン化の速度は特に遅くなる。

## 可逆性と触媒
通常、プロトン化は可逆的であり、共役塩基はプロトン化により変化しない。しかし、プロトン化によって異性化が起こる場合もある。cis-アルケンは、触媒量のプロトン化試薬を用いることによりtrans-アルケンに変換されうる。セリンヒドロラーゼのような多くの酵素は、基質の可逆的なプロトン化によって制御される。